# Staphylinochrous euryphaea
Staphylinochrous euryphaea là một loài bướm đêm thuộc họ Anomoeotidae. Loài này có ở Cameroon và Ghana.